# Gorsko Kosovo
Gorsko Kosovo (Bulgaars: Горско Косово) is een dorp in Bulgarije. Het dorp is gelegen in de gemeente Soechindol in de oblast Veliko Tarnovo. Het dorp ligt 37 km ten noordwesten van Veliko Tarnovo en 157 km ten noordoosten van Sofia.

## Bevolking
De telling van 1934 registreerde 401 inwoners. Dit aantal verdrievoudigde tot 1.188 inwoners in 1946. Vanaf dat moment begon het inwonersaantal echter geleidelijk terug te lopen. Zo werden er op 31 december 2019 zo'n 146 inwoners geteld. Van de 162 inwoners reageerden er 159 op de optionele volkstelling van 2011. Zo'n 155 inwoners identificeerden zich als etnische Bulgaren (97,5%), terwijl de rest de etnische zelfidentificatie niet nader gespecificeerd had.
De bevolkingsopbouw is sterk verouderd. Van de 162 inwoners die in februari 2011 werden geregistreerd, waren er 5 jonger dan 15 jaar oud (3%), terwijl er 90 inwoners van 65 jaar of ouder werden geteld (56%).
| Etnische samenstelling van de respondenten (2011) | Etnische samenstelling van de respondenten (2011) | Etnische samenstelling van de respondenten (2011) | Etnische samenstelling van de respondenten (2011) | Etnische samenstelling van de respondenten (2011) |
| ------------------------------------------------- | ------------------------------------------------- | ------------------------------------------------- | ------------------------------------------------- | ------------------------------------------------- |
|                                                   |                                                   |                                                   |                                                   |                                                   |
| Bulgaren                                          | Bulgaren                                          |                                                   | 97,5%                                             | 97,5%                                             |
| Turken                                            | Turken                                            |                                                   | 0,0%                                              | 0,0%                                              |
| Roma                                              | Roma                                              |                                                   | 0,0%                                              | 0,0%                                              |
| Anders/Onbekend                                   | Anders/Onbekend                                   |                                                   | 2,5%                                              | 2,5%                                              |

Bjala Reka · Gorsko Kaloegerovo · Gorsko Kosovo · Koevtsi · Krasno Gradisjte · Soechindol